# Эс-Саура (район)
Эс-Саура (араб. الثورة‎) или Эт-Табка — район (минтака) в составе мухафазы Эр-Ракка, Сирия. Административным центром является город Эс-Саура.

## География
Район находится в центральной Сирии. На востоке граничит с районом Эр-Ракка, на юге с мухафазой Хомс, на юго-западе с мухафазой Хама, на западе и севере с мухафазой Халеб.

## Административное деление
Район разделён на 3 нахии.
| Нахия       | Административный центр | Население (2004 г.), чел. | Карта |
| ----------- | ---------------------- | ------------------------- | ----- |
| Эс-Саура    | Эс-Саура               | 69 425                    |       |
| Эль-Мансура | Эль-Мансура            | 58 727                    |       |
| Эль-Джарния | Эль-Джарния            | 31 786                    |       |